# 1948 في فرنسا
فيما يلي قوائم الأحداث التي وقعت خلال عام 1948 في فرنسا.

## سياسة

### تعيين في المنصب
- 7 نوفمبر – رينيه كوتي عضو مجلس الشيوخ الفرنسي.

### انتهاء فترة المنصب
- 19 نوفمبر – رينيه كوتي نائب فرنسي.

## رياضة
- 1 يناير – سباق باريس روبيه 1948
- 1 يناير – سباق طواف فرنسا 1948 الفائزون Guy Lapébie [الإنجليزية]‏، جينو بارتلي، بريك سكوت.
- 18 يوليو – جائزة فرنسا الكبرى 1948 الفائز جان بيير فيميل.

## كتب
من الكتب التي صدرت هذه السنة في فرنسا:
- 1 يناير – نوفمبر 1918: ثورة ألمانية من تأليف ألفرد دوبلن.
- 1 يناير – نوفمبر 1918: ثورة ألمانية من تأليف ألفرد دوبلن.

## مواليد

### يناير
- 1 يناير – آلان جيرمان
- 1 يناير – فرانسوا بورغا
- 2 يناير – جاكي دوغيبيرو
- 10 يناير – برنارد تيفينيه درّاج طريق فرنسي.
- 17 يناير – آن كيفيليه موسيقية فرنسية.

### فبراير
- 6 فبراير – كلود لو روا لاعب كرة قدم فرنسي.

### مارس
- 13 مارس – جورج بروست لاعب كرة قدم فرنسي.
- 17 مارس – دانييل رافير لاعب كرة قدم فرنسي.

### أبريل
- 1 أبريل – آلان فاسيور درّاج طريق فرنسي.
- 26 أبريل – جورج غوفن لاعب كرة مضرب فرنسي.

### مايو
- 19 مايو – جان بيير هاينيري رائد فضاء فرنسي.
- 22 مايو – لوران روسي

### يونيو
- 7 يونيو – آلان لوران ممثل فرنسي.

### يوليو
- 4 يوليو – رينيه أرنو سائق سيارة سباق فرنسي.
- 5 يوليو – يفيس ماريوت لاعب كرة قدم فرنسي.
- 6 يوليو – أندريه ماركون ممثل فرنسي.
- 13 يوليو – كاثرين بريليا
- 29 يوليو – كريستيان دانيال سياسي فرنسي.

### أغسطس
- 15 أغسطس – باتريس ريو لاعب كرة قدم فرنسي.
- 24 أغسطس – جان ميشال جار
- 30 أغسطس – آلان ميشيل

### أكتوبر
- 8 أكتوبر – كلود جاد
- 14 أكتوبر – أندريه غويسدون
- 21 أكتوبر – دانيال بيكولي كاتب فرنسي.

### نوفمبر
- 15 نوفمبر – روبيرت فاليتي لاعب كرة قدم فرنسي.
- 23 نوفمبر – دومينيك فرانس بيكار

### ديسمبر
- 12 ديسمبر – فرانسو دي بنافيو سياسية فرنسية.
- 15 ديسمبر – باسكال بروكنر كاتب فرنسي.
- 20 ديسمبر – دانيال ربيلارد متسابق دراجات هوائية فرنسي.
- 27 ديسمبر – أوليفييه بلانشارد عالم اقتصاد فرنسي.
- 27 ديسمبر – جيرارد ديبارديو ممثل فرنسي.

## وفيات

### يناير
- 19 يناير – توني غارنييه (مواليد 1869) مهندس معماري فرنسي.

### مارس
- 4 مارس – أنطونين أرتو (مواليد 1896)
- 31 مارس – تشارلز سيلفستر (مواليد 1889) روائي فرنسي.

### يوليو
- 5 يوليو – جورج برنانوس (مواليد 1888) كاتب فرنسي.

### أكتوبر
- 11 أكتوبر – أندريه بلوخ (مواليد 1893) رياضياتي فرنسي.